# Daisy Miller (film)
Daisy Miller è un film del 1974 diretto da Peter Bogdanovich, tratto dall'omonimo romanzo di Henry James.

## Trama
Daisy Miller è una giovane americana bella e civettuola, turista in una località termale della Svizzera insieme alla madre e al fratello minore Randolph. Qui incontra Frederick Winterbourne, americano espatriato. Quando i due si ritrovano nuovamente a Roma, Winterbourne viene a conoscenza che Daisy si fa vedere in pubblico sempre in compagnia dell'italiano Giovanelli. Winterbourne è combattuto tra i suoi sentimenti per Daisy e il suo ossequio alle convenzioni sociali, ma quando una notte sorprende la ragazza e Giovanelli al Colosseo, capisce che un comportamento del genere lo rende incapace di amarla e glielo comunica. Daisy, a causa delle sue incaute peregrinazioni per Roma, contrae la malaria e muore dopo poco tempo. Al suo funerale, Giovanelli confessa a Winterbourne che era la donna più "innocente" che avesse mai incontrato.